# Terremoto della Garfagnana e della Lunigiana del 1920
Il terremoto della Garfagnana e Lunigiana fu un disastroso evento sismico avvenuto il 7 settembre 1920, che colpì le due regioni storiche della Toscana, tra le provincie di Lucca e Massa Carrara causando, secondo le stime dell'epoca, 171 morti e 650 feriti.
È stato uno degli eventi sismici più distruttivi registrati nella regione appenninica nel ventesimo secolo: fu il più forte mai registrato in Toscana in tempi storici, nonché quello con il più alto numero di vittime del Novecento in quella regione, superando quello avvenuto l'anno precedente in Mugello.
Grazie alla buona copertura di notizie, alla disponibilità dei documenti ufficiali sui danni e all'abbondanza di registrazioni da stazioni di sorveglianza in tutta l'Europa, è stato considerato come un caso di studio di prim'ordine per migliorare la conoscenza della tettonica e dell'analisi macrosismica.

## Geologia
La zona dell'epicentro è situata tra l'Appennino tosco-emiliano e le Alpi Apuane, sopra un'area di subduzione tra la placca adriatica e tirrenica; la regione, attraversata da diversi sistemi di faglie attive, presenta variazioni notevoli nella composizione del terreno.
La zona è stata interessata da fenomeni di tettonica estensionale dal tardo Miocene al Pliocene. Questa estensione è il risultato dello stesso processo che ha aperto il mar Tirreno durante lo stesso periodo. L'estensione continua ha portato ad una serie di faglie orientate prevalentemente in senso nordovest-sudest, che delimitano bacini riempiti da sedimenti più recenti.

## Area interessata
L'evento del 7 settembre fu preceduto durante il giorno precedente da scosse di minore intensità: alle 16:25 da una scossa del sesto grado Mercalli, alle 22:30 da un'altra del quarto grado Mercalli. 
Il sisma del 7 settembre, alle ore 7:56, interessò un’area di circa 160 km² nella Toscana settentrionale, ai confini con la Liguria: all’epicentro l'intensità registrata fu del IX-X grado della scala MCS (Mercalli Cancani Sieberg).
La scossa provocò gravi danni in numerosi centri abitati delle province di Lucca e Massa, radendo al suolo completamente i paesi di Vigneta (frazione di Casola in Lunigiana) e Villa Collemandina (LU), quest'ultima località epicentro del sisma.
Anche Fivizzano, il centro abitato più popolato fra quelli colpiti, fu praticamente raso al suolo: non rimase più alcuna casa abitabile e quelle pochissime che restarono in piedi, riportarono lesioni talmente profonde che alle successive scosse di assestamento rovinarono al suolo definitivamente. Tutta la popolazione rimase all’addiaccio, accampata in tende di fortuna. Sempre in Lunigiana si registrarono danni anche nei paesi di Sassalbo, Vignetta, Regnano, Luscignano, Montecurto, Comano e Ceserano, Villafranca, Merizzo, Fornoli, vittime anche a Virgoletta e a Filattiera.
A Pontremoli la scossa fece crollare il tetto della chiesa della Misericordia e i detriti caddero sull'antico organo a canne, danneggiandolo.
Il sisma fu avvertito anche in provincia di Bologna dove provocò panico nella popolazione e lievissimi danni vennero segnalati nel circondario di Vergato. 
In provincia di Pisa, il comune più colpito fu Calcinaia con un morto e quattro feriti e danni, oltre che ad alcune abitazioni, alla chiesa e al municipio. Nella provincia di Modena ci furono tre vittime e alcuni feriti; alcune case crollate e moltissime danneggiate vennero segnalate soprattutto nei comuni di Frassinoro e Pievepelago.
Gli effetti del terremoto interessarono anche il territorio della confinante Liguria. In provincia di Genova, nei circondari della Spezia e Chiavari, la popolazione venne presa dal panico e vennero segnalate alcune case lesionate alla Spezia e a Sarzana.
Fu avvertito distintamente sino nelle province di Siena e Livorno, ma senza danni a persone e cose.

## Vittime e danni

Castiglione di Garfagnana prima e dopo il sisma del 7 settembre 1920

La scossa, che causò 171 morti e 650 feriti, avvenne in un momento della giornata nel quale gli abitanti della zona, in maggioranza contadini, erano impegnati nel lavoro dei campi, mentre nelle case erano rimasti soprattutto donne e bambini, che furono le principali vittime.
La disastrosità del sisma fu amplificata dalle tecniche di costruzione degli edifici diffuse in quei paesi: le case, infatti, erano per la gran parte costruite con materiali particolarmente scadenti come grossi ciottoli di fiume arrotondati utilizzati come pietra da costruzione al posto dei mattoni, tenuti insieme da malte di infima qualità.

## I soccorsi
I soccorsi furono segnati da ritardi e difficoltà di organizzazione, in parte spiegabili con l’interruzione delle comunicazioni telegrafiche; fu impossibile, infatti, avere notizie certe, in particolare dai piccoli centri dell’entroterra montuoso della regione colpita dal terremoto..
L'entità dei danni non fu immediatamente chiara alle autorità: i primi telegrammi, inviati la mattina del 7 settembre dai Prefetti dell’area colpita alla Direzione Generale di Pubblica Sicurezza del Ministero dell’Interno, sottolineavano la violenza della scossa ma ancora non disegnavano con precisione la gravità del danno. 
Solo nella tarda mattinata da Massa, la provincia più colpita, il Prefetto comunicava i primi preoccupanti dati sulle conseguenze della scossa sismica. Mentre le notizie che giungevano da Lucca, riferite al capoluogo, inizialmente segnalavano solo lievi e rare lesioni. 
Nel primo pomeriggio del 7 settembre – come si evince dal telegramma del Prefetto Bodo inviato da Castelnuovo Garfagnana alle ore 15.50 – anche in questa provincia lo scenario assunse contorni più precisi: "disastro sempre maggiore. Comuni con case crollate inabitabili, richiesta soccorsi urgenti".
I cronisti del quotidiano “La Nazione” furono tra i primi a recarsi sui luoghi colpiti e a descrivere la gravità delle conseguenze della scossa: 
Dopo una prima sottovalutazione delle conseguenze dell’evento, quando il quadro cominciò a delinearsi nella sua effettiva gravità, il Ministero dell’Interno attraverso i Prefetti mise in moto la macchina dei soccorsi.
Le forze armate svolsero, come era consuetudine, un ruolo chiave per fronteggiare l’emergenza, costituendo l’unica struttura organizzata in grado di intervenire per il primo soccorso e l’assistenza nei luoghi colpiti.
Dalla vicina Liguria e dalla Spezia in particolare, furono organizzate le prime squadre di soccorso e inviati marinai della nave Cavour dal comandante della Piazza marittima, adibiti allo sgombero delle macerie, al disseppellimento dei cadaveri, al salvataggio di eventuali superstiti.
Per le operazioni di primo soccorso intervennero a Fivizzano e negli altri centri colpiti, oltre ai marinai della nave Cavour, volontari da Spezia, da Massa, da Carrara, squadre della pubblica assistenza e un migliaio di soldati di fanteria, zappatori e del genio da Firenze, Piacenza, Bologna, Reggio Emilia, e la squadra di Vigili del Fuoco inviata dal Comune di Rimini, che operarono, alternandosi, fino al primo dicembre 1920.
Già la sera del 7 settembre dalla Spezia fu organizzato un treno speciale con materiali per il ricovero dei superstiti e l’8 settembre, con altri due treni, furono inviati attendamenti, viveri, medici e medicinali, materiali e attrezzi per lo sgombero delle macerie, ingegneri per la valutazione dei danni e degli interventi di ripristino.
La stazione di Aulla divenne il punto di raccolta e smistamento dei materiali.